# Leiheim
Leiheim ist ein Gemeindeteil des Marktes Bissingen im schwäbischen Landkreis Dillingen an der Donau. Der Ort wurde am 1. Juli 1971 nach Unterringingen eingemeindet. Mit Unterringingen kam er am 1. Mai 1978 in den Markt Bissingen. Das Dorf liegt 6,5 Kilometer westlich von Bissingen im oberen Tal der Kessel. Die höchste Höhe beträgt 485 m.

## Name
Der Ort wurde wahrscheinlich nach dem Ortsadelsgeschlecht der Lihener benannt und hieß bis ins 16. Jahrhundert Lihen, Lyhen, Lichen und Lei(c)hen. Mit Leyheim ist 1603 erstmals die heutige Namensform überliefert. Lihen könnte von Lehen abgeleitet worden sein.

## Geschichte
Leiheim wird im Jahre 1262 erstmals überliefert, der Ort wurde wohl von Unterringingen als Ausbausiedlung angelegt. In der Zeit von 1262 bis 1270 wird ein niederes Adelsgeschlecht genannt, das im Dienst der Herren von Hohenburg stand. Um 1377 saß im Ort ein Mitglied der Herren von Zoltingen. 1376 gelangte der Besitz an die Herrschaft Diemantstein.

## Bevölkerungsentwicklung
| Jahr | Einwohner |
| ---- | --------- |
| 1840 | 111       |
| 1875 | 090       |
| 1939 | 083       |
| 1950 | 091       |
| 1961 | 073       |
| 1970 | 069       |
| 1980 | 062       |
| 2000 | 052       |
| 2020 | 058       |